# کلی مک‌کورمیک
کلی مک‌کورمیک (انگلیسی: Kelly McCormick؛ زادهٔ ۱۳ فوریهٔ ۱۹۶۰) شیرجهرو اهل ایالات متحده آمریکا است. وی در مسابقات کشوری و بین‌المللی در مجموع برندهٔ ۲ مدال طلا، ۱ مدال نقره، ۱ مدال برنز شده‌است.